# 楠陽路
楠陽路（Nanyang Rd.）為北高雄市東西向的主要道路之一，全線位於楠梓區境內。西起加昌路，途中經楠陽高架橋以立體交叉方式接台1線高楠公路及楠梓陸橋，東至興西路接國道一號楠梓交流道。

## 行經行政區域
- 楠梓區

## 沿線設施
（由東至西）
- 楠陽高架橋
- 長峰汽車駕訓班（朝仁路300號）
- 健仁醫院
- 台灣中油楠都加油站
- 台灣中小企業銀行仁大分行
- 國光客運楠梓站
- 高雄市楠梓區楠陽國小
- 楠陽橋
- 楠梓交流道

## 公共自行車
- 高雄市公共自行車租賃系統：
  - 健仁醫院：楠陽路136號

## 公車資訊
- 港都客運
  - 6 左營南站－萬金路
  - 7 加昌站－樹德科技大學－高雄師範大學燕巢校區
  - 29 左營南站－捷運都會公園站－楠梓區公所
- 南台灣客運
  - 28 加昌站－楠梓區公所－高雄火車站
  - 紅58 捷運都會公園站－國立高雄第一科技大學
  - 紅60 加昌站－大社－仁武－高鐵左營站
- 國光客運
  - 1838 高雄－國道一號－台北
  - 1862 高雄－國道一號－中壢－桃園
  - 1872 高雄－國道一號－朝馬－台中

## 相關連結
- 高雄市主要道路列表